# إل. ك. هيوز
إل. ك. هيوز (بالإنجليزية: L. C. Hughes)‏ هو نقابي ومحامي وصحفي ومحرر وسياسي أمريكي، ولد في 15 مايو 1842 في فيلادلفيا في الولايات المتحدة، وتوفي في 24 نوفمبر 1915 في توسان في الولايات المتحدة. حزبياً، نشط في الحزب الديمقراطي. وقد انتخب حاكم إقليم أريزونا (12 أبريل 1893 – 1 أبريل 1896).